# Rhaconotus basoareolus
Rhaconotus basoareolus är en stekelart som beskrevs av Sergey A. Belokobylskij 2001. Rhaconotus basoareolus ingår i släktet Rhaconotus och familjen bracksteklar. Inga underarter finns listade i Catalogue of Life.